# Estrela Negra de Bissau
El Estrela Negra de Bissau es un equipo de fútbol de Guinea-Bissau que juega en el Segunda División de Guinea-Bisáu, la segunda liga de fútbol más importante del país.

## Historia
Fue fundado el 5 de abril de 1975 en la capital Bissau y su nombre se debe a la estrella negra que aparece en la bandera nacional de Guinea-Bissau. Nunca ha sido campeón de liga y no ha ganado un título importante en su historia.
A pesar de no tener logros importantes, han participado en 1 torneo continental, la Recopa Africana 1981, en la que fueron eliminados en la ronda preliminar por el Gbesia AC del vecino país de Guinea tras abandonar el torneo.

## Palmarés
- Primera División de Guinea-Bissau: 1

2013

## Participación en competiciones de la CAF
- Recopa Africana: 1 aparición

1981 - abandonó en la Ronda Preliminar